# Rani Hamid

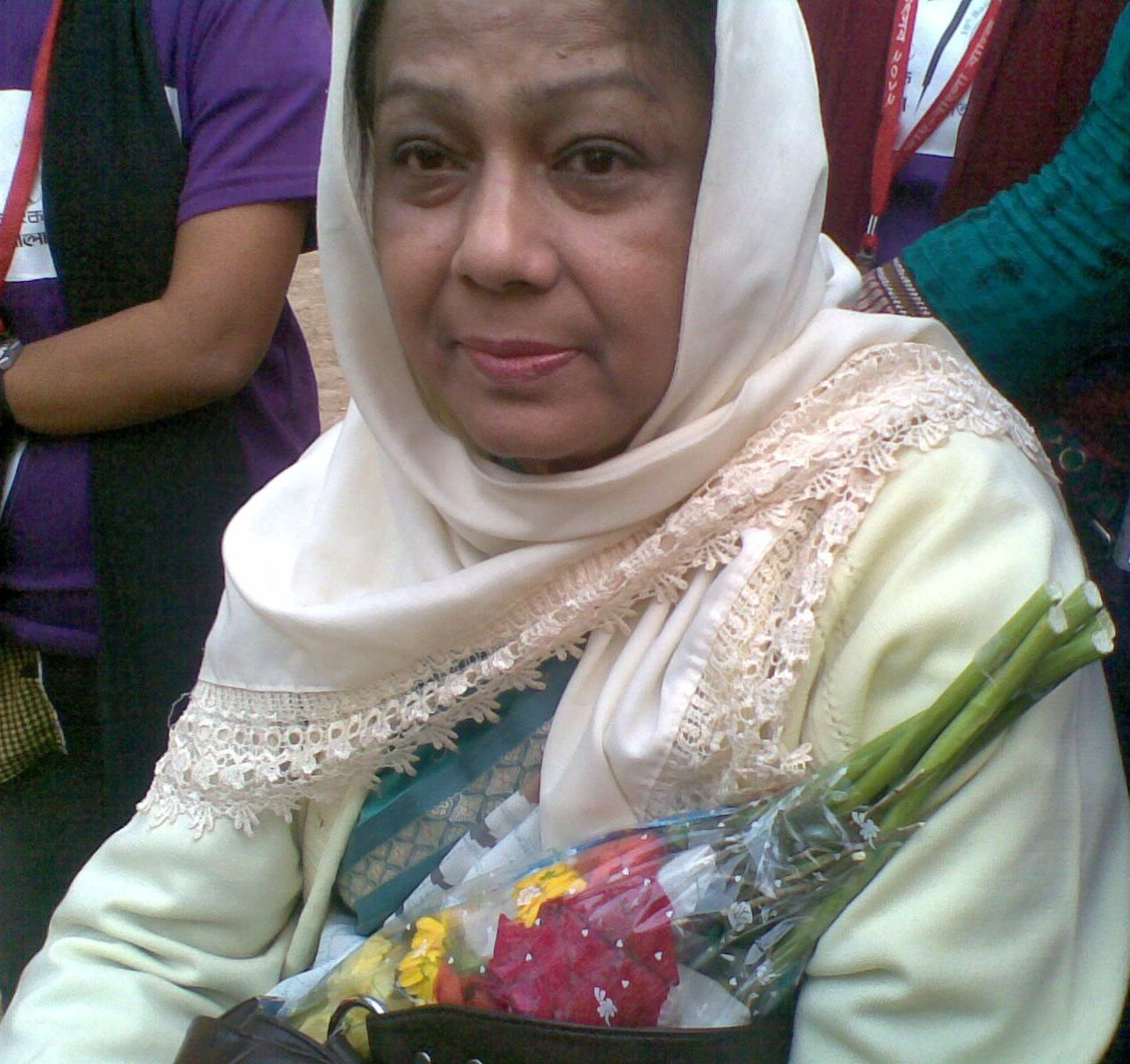
Rani Hamid

Rani Hamid, född Sayeda Jasimunnessa Khatun, (Bangla: রাণী হামিদ) är en schackspelare. Hon föddes 1944 i Sylhet, nuvarande Bangladesh. År 1985 tilldelades hon FIDEs Woman International Master (WIM) titel. Hon har vunnit Storbritanniens kvinnoturnering 1983, 1985, 1989 och är den enda kvinnliga internationella mästaren i Bangladesh. 
Hennes son, Kaiser Hamid var ett fotbollsproffs i Mohammedan Sporting Club under 1980- och 1990-talet.